# Torsten Lennartsson (militär)
Torsten Lennartsson, född 1561, död den 3 mars 1631 i Restad utanför Vänersborg, var en svensk militär. Han var bror till fältöversten Anders Lennartsson. Torsten Lennartsson tillhörde frälseätten Forstenasläkten, introducerad på Riddarhuset 1625.

## Biografi
Torsten Lennartsson, som var ståthållare på Älvsborgs slott, stred tillsammans med Jöran Knutsson Posse och dennes kusin Göran Nilsson Posse på Sigismunds sida, medan hans bror Anders stred på hertig Karls sida i slaget vid Stångebro, och tvingades som många andra som stödde Sigismund att fly till Polen, enligt en smädesskrift "driven ur riket i tunna och snöpliga kläder, till sjöss i storm och oväder om juletid”. 
Torstens bror Anders lyckades 1599 förmedla tillstånd för Torsten att återvända till Sverige men denne återvände dock till Polen efter ett par år. Han återkom till Sverige 1624.
Torsten gifte sig år 1600 med Märta Posse, syster till Jöran Knutsson Posse. Deras dotter Ingeborg gifte sig med Knut Jöransson Posses son Knut, dvs. med sin kusin. Paret Torsten Lennartsson och Märta Posse var också föräldrar till fältherren Lennart Torstenson.
Militären Torsten Lennartsson (Forstena) avled 13 mars 1631 på Restad gods, som låg i utkanten av Vänersborg i Västergötland. Restads gods, som tillhörde ätten Torstenson, ligger i den tidigare Vassända-Naglums socken nära Göta älv. Gården var ursprungligen kronoegendom och tillföll genom byte 1592 krigaren och marsken Anders Lennartsson (död 1605) av Forstenasläkten. Soldaterna Anders Svensson Stålhandske och hans bröder Torsten Svensson Stålhandske, far till Torsten Stålhandske (1593–1644), och Jesper Svensson Stålhandske tjänade i Livland under Anders Lennartsson i kriget i Livland åren 1598–1605, och han stupade i slaget vid Kirkholm den 17 september 1605. I april 1642 förenade Torsten Stålhandske sina skaror med Lennart Torstensons armé samt deltog i det andra slaget vid Breitenfeld, där han sårades mycket illa. I maj blev han general över kavalleriet. 1643 följde Stålhandske Lennart Torstenson till Böhmen, han tillintetgjorde en fientlig här på Jylland 1644, men insjuknade och dog den 21 april 1644 i Haderslev. Stålhandske begravdes i ett ståtligt och dyrbart gravmonument uppfört av hans hustru Kristina Horn i svart marmor i ett av Åbo domkyrkas kor. Sedan Anders Lennartsson brorson greve Torsten Lennartsson (Lindersson) (1603–1651) och dennes ättlingar, från vilka det reducerades 1696.
Han var bror till fältöversten Anders Lennartsson. Torsten Lennartsson tillhörde frälseätten Forstenasläkten, introducerad på Riddarhuset 1625.